# Anișoara Sorohan
Anișoara Sorohan, épouse Minea, née le 9 février 1963 à Târgu Frumos, est une rameuse d'aviron roumaine.
D'un physique athlétique (1.77 m.), elle se distingue chez les juniors en remportant aux côtés de Camelia Diaconescu le titre de championne du monde en deux de couple, en 1981. Les deux jeunes femmes sont engagées deux ans plus tard avec le huit roumain qu'elles contribuent à hisser à la cinquième place du championnat du monde senior. En 1984, Anișoara Sorohan et l'une de ses coéquipières du huit, Ioana Badea, passent au quatre de couple. Avec Maricica Țăran, Sofia Corban et la barreuse Ecaterina Oancia, elles remportent le titre olympique aux Jeux de Los Angeles en devançant de plus d'une seconde les représentantes du pays hôte.
En 1985, la fonction de barreur est supprimée des équipages de quatre de couple. Anișoara Sorohan, Anișoara Bălan, Veronica Cochela et Maricica Țăran se classent troisièmes du championnat du monde derrière les Allemandes de l'Est et les Soviétiques, qui n'avaient pu participer aux Jeux de Los Angeles en raison du boycott décidé par les gouvernements de leurs pays. L'année suivante, en 1986, Anișoara Sorohan, Doina Ciucanu-Robu, Anișoara Bălan et Maricica Țăran terminent deuxièmes, la victoire revenant une nouvelle fois à l'Allemagne de l'Est.
Aux Jeux olympiques de Séoul, en 1988, Anișoara Sorohan (qui concourt désormais sous son nom d'épouse, Minea), Anișoara Bălan, Veronica Cogeanu-Cochela et Elisabeta Lipă obtiennent la médaille de bronze derrière les Allemandes de l'Est et les Soviétiques.